# 庫寧 (茲多爾布尼夫區)
庫寧（烏克蘭語：Кунин），是烏克蘭西北部的村莊，隸屬里夫內州的里夫內區。該村面積18平方公里，海拔高度284米，2001年人口870，人口密度每平方公里48.3人。
50°26′1″N 26°8′33″E / 50.43361°N 26.14250°E